# درود
درود یک واژه پارسی است که در فرهنگ معین به معنای دعا و ستایش و سلام و رحمت آمده‌است.
برخلاف ادعاهایی که از طرف برخی صورت گرفته‌است واژه درود که مردمان ایران باستان هنگام رسیدن به هم می‌گفتند معنی «چوب» نمی‌دهد. اگر چه برای واژه درود دو معنی وجود دارد اما درودی که مردم به هم می‌گفتند هیچ ارتباطی با معنای «چوب» و «نجاری» و … نداشته‌است، بلکه از واژه (دْرُوَت) در زبان اوستایی گرفته شده‌است که به معنای تندرستی و سلامتی است که امروزه به صورت (درستی) درآمده است. هرچند متأسفانه این ادعا نیز سندیت نداشته و قابل استناد نیست.  
به‌طور کلی معنای دقیق «درود» و ریشه آن در حاله‌ای از ابهام قرار دارد که امکان اثبات وجود ندارد؛ هر چند پس از اسلام، این واژه‌ها حتی توسط مسلمانان نیز برابر با واژه «سلام» به کار برده شد.
| یکی دست بر آهن و یکی هم درود |  | بجان هم افتاده چون قوم سود |
| — اسدی توسی                  |  |                            |

| از خاک و درود و آهن و میخ |  | می‌ساخت هزار برج و بارو |
| — فرخی سیستانی            |  |                        |

این واژه در زبان روسی به "از درستی تو؟" (здравствуйте) تبدیل شده‌است که برای سلام و احوالپرسی و سلامت جویی به‌کار می‌رود. در فارسی میانه دروته به دروست و به درود تبدیل شده‌است. درود برای احوال‌پرسی و خوش‌آمدگویی و آرزوی سلامتی به‌کار می‌رود. اگرچه ریشهٔ درود از دروته و دروست گرفته شده اما کاربرد و وسعت معنی و مفهوم آن در طول زمان بسیار گسترده شده و در متون ادبیات پارسی و از جمله در آثار فردوسی، نظامی گنجوی، ناصرخسرو، اسدی توسی، خاقانی، سعدی، دقیقی و کسایی مروزی، مفهوم واژهٔ درود هم‌تراز با «آفرین»، «تهنیت»، «تحیت»، "شادباش"، "وه وه"، "به به"، "بهجه" و همچنین معادل «اهلا و سهلا» در عربی است. اگرچه سلام تقریباً هم‌معنی است اما مفاهیم آن و کاربرد آن تغییر یافته‌است چنان‌که اهلا و سهلا را نمی‌توان در جای سلام و خطاب به هر کس به‌کار برد. (تحیه. سلام. تسلیم. تهنیت
| همی خورد هرکس به آوای رود |  | همی گفت هرکس به شادی درود |
| — فردوسی                  |  |                           |

- درود با لفظ گفتن و فرستادن و رسیدن و رساندن و دادن مستعمل است.
- فردوسی در ۲۵ بیت واژهٔ درود را به‌کار برده‌است.

| ز یزدان و از ما بر آن کس درود |  | که تارش خرد باشد و داد پود |
| — فردوسی                      |  |                            |

| کنون از خداوند خورشید و ماه |  | درودی به جان منوچهر شاه |
| — فردوسی                    |  |                         |

| درود جهان آفرین بر تو باد |  | بر آن کس که او چون تو فرزند زاد |
| — فردوسی                  |  |                                 |

- عهدی است که بر پیغمبران و فرستاده‌های او که بر ایشان باد درود گرفته شده (تاریخ بیهقی ص ۳۱۷).
- آفرین:

| اگر آزر چو تو دانست کردن |  | درود از جان من بر جان آزر |
| — دقیقی                  |  |                           |

| تو باشی در میان ما در کناره |  | نباشد جز درودی بر نظاره |
| — ویس و رامین               |  |                         |

- درود رسیدن؛ دعا و آفرین رسیدن:

| سرکش بربست رود، باربدی زد سرود |  | وز می سوری درود، سوی بنفشه رسید |
| — کسایی مروزی                  |  |                                 |